# Johnny Hallyday Live at Montreux 1988
Lives par Johnny Hallyday
Johnny Hallydat Live at Montreux 1988 est album live inédit de Johnny Hallyday, enregistré le 6 juillet 1988 au Festival de Jazz de Montreux, il demeure inédit au disque durant 20 ans, il sort en 2008 dans le cadre de la série Live at Montreux.

## Histoire
Le tour de chant a été enregistré lors du récital donné par le chanteur au Festival de Montreux le 6 juillet 1988. Il est publié vingt ans plus tard, le 13 mai 2008, en double CD, à l'occasion de la sortie de la collection Live at Montreux.
Le programme est en grande partie identique à celui de Johnny à Bercy (1987).

## Autour de l'album
- Référence originale : Eagle Records EDGCD 376 GAS 0000376 EDG.
- également en DVD - référence originale : EV 426495

## Liste des titres
| 1.  | Rock'n'roll attitude                                               | Michel Berger                               | Michel Berger                         |  |
| 2.  | Dans mes nuits... on oublie                                        | Jean-Jacques Goldman                        | Jean-Jacques Goldman                  |  |
| 3.  | Pendue à mon cou                                                   | Michel Berger                               | Michel Berger                         |  |
| 4.  | Mon p'tit loup (ça va faire mal) (Betty Lou Is Going Out Tonight)  | Pierre Billon, Johnny Hallyday (adaptation) | Bob Seger                             |  |
| 5.  | Laura                                                              | Jean-Jacques Goldman                        | Jean-Jacques Goldman                  |  |
| 6.  | Que je t'aime                                                      | Gilles Thibaut                              | Jean Renard                           |  |
| 7.  | Je te promets                                                      | Jean-Jacques Goldman                        | Jean-Jacques Goldman                  |  |
| 8.  | Whole Lotta Shakin' Goin' On                                       | Dave Williams, Sunny David                  | Dave Williams, Sunny David            |  |
| 9.  | Le Feu                                                             | Michel Mallory                              | Gary Wright                           |  |
| 10. | L'Envie                                                            | Jean-Jacques Goldman                        | Jean-Jacques Goldman                  |  |
| 11. | Le bon temps du rock and roll (Old Time Rock and Roll)             | Michel Mallory (adaptation)                 | George Jackson, Thomas Earl Jones III |  |
| 12. | J'oublierai ton nom (en duo avec la choriste Shandi Sinnamon (en)) | Jean-Jacques Goldman - Michael Jones        | Jean-Jacques Goldman                  |  |
| 13. | Gabrielle (The King Is Dead)                                       | Long Chris, Patrick Larue (adaptation)      | Tony Cole (musician) (en)             |  |
| 14. | Je t'attends                                                       | Jean-Jacques Goldman                        | Jean-Jacques Goldman                  |  |
| 15. | La musique que j'aime                                              | Michel Mallory                              | Johnny Hallyday                       |  |
| 16. | Aimer vivre                                                        | Michel Berger                               | Michel Berger                         |  |
| 17. | Quelque chose de Tennessee                                         | Michel Berger                               | Michel Berger                         |  |

## Musiciens
- Guitare : Norbert Krief, Hugo Ripoll
- Basse : Bernard Paganotti
- Claviers : Bruno Fontaine, Bertrand Lajudie
- Saxophone : Patrick Bourgoin
- Batterie : Yves Sanna
- Chœurs : Shandi Sinnamon (en), Lorraine Serra, Érick Bamy

## Classements hebdomadaires
| Classement (2008)            | Meilleure position |
| ---------------------------- | ------------------ |
| Belgique (Wallonie Ultratop) | 34                 |
| France (SNEP)                | 18                 |

1. ↑  Ultratop.be – Johnny Hallyday – Live At Montreux 1988. Ultratop 200 albums. Ultratop et Hung Medien / hitparade.ch.
2. ↑  Lescharts.com – Johnny Hallyday – Live At Montreux 1988. SNEP. Hung Medien.